# Friedrich von Horn Fitz-Gibbon
Friedrich Alfred Patrik von Horn Fitz-Gibbon (* 14. September 1919 in Ilz, Steiermark; † 1958 in Bolivien) forschte bei den indigenen Völkern Südamerikas.

## Leben
Friedrich von Horn Fitz-Gibbon wurde am 14. September 1919 in Ilz/Steiermark als Sohn des ehemaligen österreichischen Linienschiffskapitäns Fritz von Horn Fitz-Gibbon sowie seiner Mutter Margarete, geborene Rottauscher von Malata geboren.
Nach Zusammenbruch der österreichischen Monarchie 1918 wanderte die Familie 1933 unter der Führung des ehemaligen österreichischen Landwirtschaftsministers Andreas Thaler nach Brasilien aus, wo sie gemeinsam mit Tiroler Kolonisten die Siedlung Treze Tílias (Dreizehnlinden) gründete.
Während die Eltern nach Ende des Zweiten Weltkrieges nach Österreich zurückkehrten, zog von Horn in den brasilianischen Bundesstaat Mato Grosso, wo er sich eine Farm aufbaute und als Kartograph für die brasilianische Regierung arbeitete. Zugleich unternahm von Horn Forschungsreisen zu damals unbekannten Indianerstämmen im brasilianisch-bolivianischen Grenzgebiet und gilt als Entdecker des Stammes der Pauserna-Guarasug'wä im Osten Boliviens. 
von Horn studierte den Stamm von San Ignacio-Velasco aus mehrere Jahre und machte linguistische Aufzeichnungen, die er in französischen Fachzeitschriften veröffentlichte. 
Während einer Expedition in Bolivien 1958 wurde er aus dem Hinterhalt von bolivianischen Banditen ermordet.
| Personendaten    | Personendaten                                                      |
| ---------------- | ------------------------------------------------------------------ |
| NAME             | Horn Fitz-Gibbon, Friedrich von                                    |
| ALTERNATIVNAMEN  | Horn Fitz-Gibbon, Friedrich Alfred Patrik von (vollständiger Name) |
| KURZBESCHREIBUNG | brasilianischer Ethnologe                                          |
| GEBURTSDATUM     | 14. September 1919                                                 |
| GEBURTSORT       | Ilz, Steiermark                                                    |
| STERBEDATUM      | 1958                                                               |
| STERBEORT        | Bolivien                                                           |